# Szapczycy (obwód mohylewski)
Szapczycy (biał. Шапчыцы; ros. Шапчицы) – wieś na Białorusi, w obwodzie mohylewskim, w rejonie mohylewskim, w sielsowiecie Mastok.